# Gente di mare

Bandiera della Marina mercantile italiana

Con gente di mare si indica il personale che lavora a bordo di navi della marina mercantile italiana e che sia iscritto presso una capitaneria di porto.
La selezione del personale è effettuata dall'ufficio di collocamento della gente di mare. L'orario di lavoro è disciplinato dalla direttiva del Consiglio dell'Unione europea n. 1999/63/CE del 21 giugno 1999, attuata con il d.lgs. 27 maggio 2005 n. 108.

## Classificazione
Le matricole sono suddivise in 3 categorie. Ai marittimi iscritti nella 1ª e 2ª categoria viene pubblicato il "libretto di navigazione", a quelli iscritti nella 3ª categoria il "foglio di ricognizione".

### I categoria
Personale di stato maggiore e di bassa forza addetto ai servizi di coperta, di macchina e in genere ai servizi tecnico-operativi di bordo e personale sanitario in possesso della relativa autorizzazione ministeriale.

#### Servizi di coperta
- Primo nostromo: aver effettuato almeno 12 mesi di navigazione da nostromo;
- Nostromo/secondo nostromo: aver effettuato almeno 4 anni di navigazione da marinaio;
- Capitano d'armi: aver effettuato almeno 3 anni di navigazione da marinaio;
- Carpentiere: aver prestato specifica attività lavorativa per almeno 3 anni in stabilimenti di costruzione, riparazione o allestimento di navi o galleggianti, oppure possedere l'abilitazione di maestro d'ascia, aver effettuato almeno 3 anni di navigazione di coperta e macchina, oppure 24 mesi di navigazione da allievo carpentiere;
- Tanchista per petroliere: aver effettuato specifico corso di addestramento per petroliere. Aver effettuato almeno 24 mesi di navigazione su navi petroliere, in coperta o in macchina almeno da marinaio o da comune; oppure avere effettuato almeno 12 mesi di navigazione da allievo tanchista;
- Tanchista per chimichiere: aver effettuato specifico corso di addestramento per chimiche. Aver effettuato almeno 24 mesi di navigazione su navi chimiche in coperta od in macchina almeno da marinaio o da comune; oppure avere effettuato almeno 12 mesi di navigazione da allievo tanchista;
- Tanchista per gasiere: aver effettuato specifico corso di addestramento per gasiere. Aver effettuato almeno 24 mesi di navigazione su navi gasiere, in coperta o in macchina almeno da marinaio o da comune; oppure avere effettuato almeno 12 mesi di navigazione da allievo tanchista;
- Ottonaio: aver lavorato per almeno 4 anni come operaio in stabilimenti di costruzione, riparazione ed allestimento navi o in stabilimenti di installazione e riparazione di impianti idraulici; aver acquisito la qualifica di operaio meccanico, oppure aver effettuato 24 mesi di navigazione da allievo ottonaio o 36 mesi di navigazione come giovanotto;
- Stipettaio: aver lavorato almeno 3 anni presso imprese di costruzioni di mobili, oppure aver effettuato 24 mesi di navigazione in servizio di coperta, dei quali almeno 12 in aiuto allo stipettaio;
- Marinaio: aver compiuto 18 anni di età e aver effettuato almeno 24 mesi complessivi di navigazione, dei quali almeno 12 mesi in servizio di coperta[2], su navi inferiori a 50t bisogna aver effettuato almeno 12 mesi complessivi di navigazione come mozzo;
- Trattorista: essere in possesso della patente di guida D/E e dimostrare con idonea documentazione rilasciata da un precedente datore di lavoro di aver prestato per almeno 24 mesi attività lavorativa con mansioni richiedenti il possesso della patente sopraindicata;
- Operaio di coperta: aver effettuato almeno 12 mesi di navigazione con qualifica di operaio meccanico o di carpentiere o di operaio motorista;
- Giovanotto di coperta: aver effettuato almeno 12 mesi di navigazione da mozzo;
- Mozzo: avere 16 anni di età.

Allievi sottufficiali
- Allievo carpentiere: essere in possesso di idonea documentazione attestante di aver prestato per almeno 12 mesi specifica attività lavorativa presso uno stabilimento di costruzione, riparazione o allestimento di navi o galleggianti; ovvero avere frequentato con esito positivo uno specifico corso professionale;
- Allievo tanchista: aver effettuato 12 mesi di navigazione in servizio di coperta o macchina.
- Allievo ottonaio: essere in possesso di idonea documentazione attestante di avere prestato per almeno 12 mesi attività lavorativa in qualità di idraulico presso una impresa; ovvero avere frequentato con esito positivo uno specifico corso professionale.

#### Servizi di macchina
- Giovanotto di macchina: aver compiuto 18 anni di età;
- Comune di macchina: aver effettuato almeno 24 mesi di navigazione di cui 12 in servizio di macchina;
- Giovanotto frigorista: aver frequentato con esito favorevole un corso presso un centro di formazione professionale per frigoristi, oppure dimostrare con idonea documentazione, rilasciata da un precedente datore di lavoro, di aver nozioni di impianti frigoriferi o di impianti di condizionamento d'aria;
- Frigorista: essere in possesso del diploma di istituto professionale di Stato per le attività marinare, sezione frigoristi, oppure aver lavorato per almeno 4 anni con qualifica di operaio frigorista presso stabilimenti di produzione o di riparazione di impianti frigoriferi, aver effettuato almeno 24 mesi di navigazione con qualifica di comune di macchina su navi da carico dotate di impianti per la refrigerazione del carico, aver effettuato almeno 24 mesi di servizio su navi passeggeri in aiuto al frigorista, essere in possesso della qualifica di operaio motorista, oppure aver effettuato 24 mesi di navigazione da allievo frigorista o 30 mesi di navigazione da giovanotto frigorista;
- Giovanotto elettricista: aver frequentato con esito favorevole un corso presso un centro di formazione professionale per elettricisti, aver lavorato almeno per 12 mesi presso un'officina o stabilimento elettromeccanico;
- Elettricista o secondo elettricista: essere in possesso del diploma di istituto professionale di Stato per le attività marinare sezioni elettricisti o elettromeccanici, aver prestato almeno per 4 anni servizio in uno stabilimento elettrotecnico con qualifica di elettricista, aver effettuato 24 mesi di navigazione da giovanotto elettricista o da allievo elettricista, oppure 24 mesi di navigazione in servizio di macchina con specifica destinazione ai servizi di categoria dopo frequenza di un corso professionale;
- Primo elettricista: aver effettuato almeno 12 mesi di navigazione da elettricista o da secondo elettricista;
- Operaio motorista: aver effettuato 12 mesi di lavoro in officina meccanica-navale e 12 mesi di navigazione al servizio di motori endotermici di potenza non inferiore a 50 HP/asse; aver effettuato, prima o dopo la frequenza di un idoneo corso professionale, almeno 12 mesi di navigazione in servizio di macchina da comune di macchina, oppure aver effettuato 24 mesi di navigazione da allievo operaio motorista;
- Operaio meccanico: essere in possesso del diploma di istituto professionale di Stato per le attività marinare sezione meccanici, o della qualifica di operaio specializzato o qualificato con almeno 12 mesi di servizio in stabilimenti con tale qualifica, oppure aver effettuato 24 mesi di navigazione da allievo operaio meccanico;
- Capo operaio: aver effettuato 24 mesi di navigazione da operaio meccanico o proveniente dalla qualifica di capo fuochista.

Allievi sottufficiali
- Allievo frigorista: aver frequentato con esito favorevole un corso presso un centro di formazione professionale per frigoristi; ovvero dimostrare con idonea documentazione, rilasciata da un precedente datore di lavoro, di aver nozioni di impianti frigoriferi o di impianti di condizionamento d'aria.
- Allievo operaio motorista: aver frequentato con esito favorevole un corso presso un centro di formazione professionale per motoristi; ovvero aver lavorato almeno 12 mesi presso una officina o stabilimento meccanico.
- Allievo operaio meccanico: aver frequentato con esito favorevole un corso presso un centro di formazione professionale per meccanici; ovvero aver lavorato almeno 12 mesi presso una officina o stabilimento meccanico.
- Allievo elettricista: aver frequentato con esito favorevole un corso presso un centro di formazione professionale per elettricisti; ovvero aver lavorato almeno 12 mesi presso una officina o stabilimento elettromeccanico.

#### Servizi polivalenti
- Allievo comune polivalente: aver compiuto 18 anni di età ed appartenere alle categorie iniziali di mozzo, di giovanotto o diplomati nautici di coperta e macchina ed essere in possesso del libretto sanitario qualora adibito a servizi di cucina o di mensa.
- Allievo operaio polivalente: aver compiuto 18 anni di età e aver conseguito il diploma dell'istituto professionale di Stato per le attività marinare, sezione macchina; avere la licenza di scuola media con almeno 6 mesi di esperienza di lavoro a bordo nella categoria iniziale.
- Comune polivalente: aver compiuto 18 anni ed aver effettuato 24 mesi complessivi di navigazione nelle qualifiche iniziali dei quali almeno 12 in servizio di coperta ed aver superato uno dei corsi per comuni polivalenti previsti dalla Circolare del 14 dicembre 1988 n. 88, oppure aver effettuato 24 mesi di navigazione da allievo comune polivalente).
- Operaio polivalente: aver effettuato 24 mesi di navigazione da allievo operaio polivalente oppure, dopo aver conseguito la qualifica di operaio meccanico, di operaio motorista, di operaio frigorista o di operaio di coperta, aver effettuato 36 mesi di navigazione (dei quali almeno 12 in servizio di coperta per partecipare alla guardia di navigazione in plancia) e aver superato uno dei corsi per operai polivalenti previsti dalla Circolare del 14 dicembre 1988 n. 88).
- Capo operaio polivalente: aver effettuato almeno 24 mesi di navigazione da operaio polivalente e aver superato uno dei corsi previsti dalla circolare n. 88 del 14 dicembre 1988.

#### Servizi sanitari
- Medico di bordo: essere in possesso della relativa autorizzazione ministeriale[3][4].
- Infermiere: essere in possesso della relativa abilitazione ai sensi della legge sanitaria (Ministero dei Trasporti, Decreto del 4 settembre 1996)[5]

### II categoria

#### Personale di camera
- Piccolo di camera: avere 16 anni di età;
- Garzone di seconda: aver effettuato almeno 12 mesi di navigazione da piccolo di camera;
- Garzone di camera: aver effettuato almeno 18 mesi di navigazione da piccolo di camera oppure almeno 6 mesi da piccolo di camera dopo aver frequentato un corso alberghiero riconosciuto;
- Garzone di prima: aver effettuato almeno 6 mesi di effettiva navigazione da garzone di seconda;
- Cameriere: aver compiuto 18 anni di età e avere effettuato almeno 12 mesi di effettiva navigazione da garzone di prima o da garzone di camera oppure comprovare di aver prestato almeno un anno di servizio in albergo o di aver maturato almeno 24 mesi di navigazione come allievo: commis, cabin steward, lounge steward e comune di camera;
- Cameriere (con buona conoscenza di lingue): aver compiuto 18 anni di età e aver effettuato almeno 12 mesi di navigazione da garzone di prima con buona conoscenza di lingue; comprovare di aver prestato servizio alberghiero per almeno 2 anni e aver buona conoscenza di lingue, aver maturato 24 mesi di navigazione come allievo comune alberghiero, cabin steward, lounge steward, ecc;
- Cameriere ripostiere: aver effettuato almeno 12 mesi di navigazione da cameriere;
- Primo cameriere - Capo alloggi: aver effettuato almeno 48 mesi di navigazione da cameriere;
- Aiuto guardarobiere: aver effettuato 18 mesi di navigazione da piccolo di camera;
- Guardarobiere: aver effettuato almeno 24 mesi di navigazione da cameriere; 48 mesi di navigazione da garzone di prima o da garzone di camera;
- Maggiordomo - Maitre d'hotel: aver effettuato almeno 24 mesi di navigazione in qualità di primo cameriere; aver svolto per almeno 48 mesi di servizio come maggiordomo in alberghi di lusso o di prima categoria;
- Bambinaia: aver compiuto 18 anni di età, aver conseguito la licenza di scuola media inferiore;
- Barista: aver effettuato almeno 24 mesi di navigazione come cameriere o almeno 48 mesi di navigazione da garzone di camera o garzone di prima;
- Guardiano notturno alberghiero: aver effettuato 24 mesi di navigazione, dei quali almeno 6 nella sezione di camera e aver frequentato, con esito positivo, un corso antincendio riconosciuto.

#### Personale di cucina e famiglia
- Piccolo di cucina: essere in possesso di libretto sanitario;
- Garzone di cucina: aver effettuato almeno 12 mesi di navigazione da piccolo di cucina (tale requisito non è richiesto sulle navi da carico);
- Terzo cuoco: avere 18 anni di età e aver effettuato almeno 24 mesi di navigazione da garzone di cucina, oppure aver effettuato 24 mesi di navigazione come allievo cuoco;
- Secondo cuoco: aver effettuato almeno 24 mesi di navigazione da terzo cuoco o 36 mesi da garzone di cucina;
- Primo cuoco/capo partita: aver effettuato almeno 24 mesi di navigazione da secondo cuoco;
- Sottocapo cuoco - Sous chef: aver effettuato almeno 12 mesi di navigazione da primo cuoco, oppure aver effettuato almeno 36 mesi di servizio come cuoco in alberghi di prima categoria;
- Capo cuoco/Chef: aver effettuato almeno 12 mesi di navigazione da sottocapo cuoco o sous chef o 24 da primo cuoco, oppure dimostrare di aver esercitato le mansioni di capo cuoco in grandi alberghi;
- Cuoco equipaggio: essere in possesso dell'abilitazione a imbarcare quale cuoco di bordo ai sensi del decreto del Presidente della Repubblica 14 luglio 1957 n. 1065;
- Dispensiere di equipaggio: aver effettuato almeno 12 mesi di navigazione da cuoco di equipaggio;
- Garzone pasticciere: avere la qualifica di garzone di cucina oppure aver effettuato 12 mesi di navigazione da piccolo di cucina, oppure essere in possesso di un certificato comprovante l'esercizio delle mansioni di garzone pasticciere a terra;
- Pasticciere: aver effettuato almeno 12 mesi di navigazione da garzone pasticciere oppure essere in possesso di un certificato comprovante l'esercizio delle mansioni di pasticciere a terra, oppure aver effettuato 24 mesi di navigazione da allievo pasticciere;
- Capo pasticciere: aver effettuato almeno 12 mesi di navigazione da pasticciere o dimostrare di aver svolto le mansioni di capo pasticciere in grandi alberghi;
- Garzone di cambusa: possedere la licenza di scuola media inferiore ed avere effettuato almeno 12 mesi di navigazione da garzone di cucina, oppure 24 mesi di navigazione da piccolo di cucina; ·
- Cambusiere: aver effettuato almeno 24 mesi di navigazione da garzone di cambusa, oppure possedere la qualifica di secondo cuoco, ovvero aver effettuato 24 mesi di navigazione da allievo cambusiere;
- Primo cambusiere o cambusiere unico: aver effettuato almeno 24 mesi di navigazione da cambusiere, oppure possedere la qualifica di primo cuoco o di dispensiere o avere effettuato almeno 48 mesi da garzone di cambusa;
- Bottigliere: aver effettuato almeno 24 mesi di navigazione da garzone di cambusa ovvero 18 mesi di navigazione da cameriere in servizio di sala;
- Maestro di casa: avere effettuato almeno 24 mesi di navigazione da dispensiere o da cambusiere ovvero aver effettuato almeno 5 anni di navigazione da cuoco o da primo cameriere;
- Garzone panettiere: avere la qualifica di garzone di cucina, aver effettuato 12 mesi di navigazione da piccolo di cucina, oppure essere in possesso di un certificato comprovante l'esercizio delle mansioni di garzone panettiere a terra;
- Panettiere: aver compiuto 18 anni di età ed essere in possesso di certificato comprovante l'esercizio delle mansioni di panettiere a terra, oppure aver effettuato almeno 24 mesi di navigazione come allievo panettiere o avere la qualifica di cuoco di equipaggio;
- Capo panettiere: aver effettuato almeno 24 mesi di navigazione come panettiere;
- Garzone macellaio: essere in possesso della qualifica di garzone di cucina oppure di un certificato attestante 12 mesi di attività lavorativa in una macelleria con mansioni di garzone macellaio;
- Macellaio: aver effettuato almeno 24 mesi di navigazione come garzone-macellaio, oppure essere in possesso di un certificato attestante la specifica capacità professionale, o aver effettuato almeno 24 mesi di navigazione come allievo macellaio, avere la qualifica di cuoco di equipaggio;
- Capo macellaio: aver effettuato 24 mesi di navigazione da macellaio;
- Garzone lavandaio: possedere un certificato di capacità professionale;
- Lavandaio/stiratore: aver compiuto 18 anni di età ed essere in possesso di un attestato di capacità professionale rilasciato da un precedente datore di lavoro;
- Capo lavandaio: aver effettuato almeno 24 mesi di navigazione da lavandaio.

#### Personale addetto ai servizi vari
- Tipografo: avere 18 anni di età ed essere in possesso di un certificato di idoneità professionale e aver prestato per almeno 12 mesi attività lavorativa presso una tipografia, oppure aver effettuato almeno 24 mesi di navigazione da allievo tipografo;
- Operatore cinematografico: avere 18 anni di età ed essere in possesso di attestato di idoneità professionale;
- Assistente di ufficio: essere in possesso di licenza di scuola media inferiore ed aver lavorato per almeno due anni presso un ufficio specializzato nel settore turistico ed avere buona conoscenza di almeno una lingua estera; oppure aver conseguito la licenza di segretario d'azienda o l'abilitazione di segretario di amministrazione o il diploma di scuola superiore, o aver effettuato 24 mesi di navigazione come allievo assistente d'ufficio;
- Hostess: essere in possesso del libretto di idoneità professionale rilasciato dal centro italiano di cultura turistica; aver conseguito il diploma di liceo linguistico o di istituto commerciale per periti aziendali e corrispondenti in lingue estere; oppure dimostrare con idonea documentazione di aver svolto per almeno 24 mesi compiti di assistenza turistica presso un'agenzia del settore, o aver navigato per 24 mesi come allieva hostess.

Allievi sottufficiali
Sezione cucina:
- Allievo cambusiere: possedere la licenza di scuola media inferiore.

#### Allievi comuni alberghieri
Sezione camera:
- Allievo comune di camera: aver compiuto 18 anni di età ed essere in possesso di diploma alberghiero o attestato di frequenza ad un istituto professionale alberghiero o avere la licenza di

scuola media con almeno sei mesi di esperienza di lavoro a bordo nella categoria iniziale di piccolo di camera o garzone di camera.
- Allievo commis - Allievo cabin steward - Allievo lounge steward: essere in possesso di diploma alberghiero o di attestato di frequenza ad un istituto professionale alberghiero.

Sezione cucina:
- Allievo cuoco: aver compiuto 18 anni di età ed essere in possesso di diploma alberghiero o avere la licenza di scuola media con almeno sei mesi di esperienza di lavoro a bordo nella categoria iniziale di piccolo di cucina o garzone di cucina.
- Allievo pasticciere - Allievo panettiere: essere in possesso di diploma alberghiero o di attestato di frequenza ad un istituto professionale alberghiero.
- Allievo macellaio: essere in possesso del libretto sanitario.

Per le sopraindicate qualifiche di allievo si possono applicare i contratti di formazione e lavoro ai sensi della legge 19 dicembre, 1984 n. 863 e successive modifiche.

#### Sezione servizi vari
- Allievo assistente d'ufficio: essere in possesso della licenza di scuola media inferiore ed avere una discreta conoscenza di una lingua estera.
- Allievo tipografo: aver compiuto 18 anni di età ed avere prestato per almeno 12 mesi attività lavorativa presso una tipografia, ovvero aver frequentato con esito positivo uno specifico corso professionale.
- Allieva hostess: essere in possesso di diploma di scuola media superiore.

### III categoria
Personale addetto al traffico locale e alla pesca costiera;